# Guillem López Casasnovas
Guillem López Casasnovas (Ciutadella, Menorca, 14 de juny de 1955) és un economista i professor universitari menorquí. Ha sigut professor visitant a l'Institut de Recerca Social i Econòmica de la Universitat de Sussex i a l'Escola de Grau de Negocis de la Universitat Stanford. Des de 2005 fins al 2017 ha sigut conseller independent del Consell de Govern del Banc d'Espanya. El 2016 fou elegit membre numerari de l'Institut d'Estudis Catalans, Secció de Filosofia i Ciències Socials. És també membre fundador de l'Institut Menorquí d'Estudis i del Cercle d'Economia de Menorca.
Llicenciat en Ciències Econòmiques (premi extraordinari, 1978) i llicenciat en Dret (1979) per la Universitat de Barcelona, va obtenir el seu doctorat en Economia Pública per la Universitat de York (PhD, 1984). Des de juny de 1992 és catedràtic d'Economia de la Universitat Pompeu Fabra (UPF), on ha estat vicerector d'Economia i Relacions Internacionals i degà de la Facultat de Ciències Econòmiques i Empresarials. El 1986 crea el primer Postgrau en Economia de la Salut i Gestió Sanitària i el 1996 funda el Centre de Recerca en Economia i Salut (CRES-UPF) que dirigeix en l'actualitat. Ha sigut codirector del Màster de Gestió Pública (UPF-UAB-UB-EAPC) en més de quinze edicions i ho ha sigut també del Màster de Health Economics & Policy de la Barcelona Graduate School of Economics (Barcelona GSE) i de l'Executive Program en Global Health amb la Universitat de Berkeley.
Ha sigut membre del Consell Assessor per a la Reactivació Econòmica i el Creixement (CAREC) i del CASOST per al sistema sanitari de Catalunya. També membre del Consell Assessor del Ministeri de Sanitat i Política Social des del 2000 fins al 2017. Ha estat president de la International Health Economics Association entre el 2007 i el 2013 i també ha exercit d'assessor senior per l'Organització Mundial de la Salut sobre les desigualtats en salut a la Unió Europea. Ha sigut president del Consell Assessor de Política Econòmica (CAPEC) de la Generalitat de Catalunya (2022-2025).
Dos dels seus llibres han rebut els premis Sardà Dexeus a 2001 i un el de la Societat Catalana d'Economia al 2000. El 2008 va rebre el Premi Ramon Llull, màxim guardó a les Illes Balears. És membre numerari de la Reial Acadèmia de Medicina de Catalunya, col·legiat de mèrit del Col·legi d'Economistes de Catalunya (2004), membre nat de l'Institut Menorquí d'Estudis des del 1980.
És medalla d'or del Col·legi de Metges de les Balears i soci d'Honor del Cercle d'Economia de Mallorca. L'any 2012 fou investit Doctor Honoris Causa per la Universidad ISalud de Buenos Aires. El 2012, fou guardonat amb el Premi de Ciutadania Josep Maria Llompart d'Obra Cultural Balear. El 2014 va rebre la Medalla Josep Trueta al mèrit sanitari. Des del 2016 es membre del Club de Roma. El 2016 fou guardonat amb la creu de Sant Jordi.
Ha sigut membre de la Comissió d'Experts de l'Estat per a la Reforma del Finançament autonòmic i presidit la Comissió bilateral entre els governs de Catalunya i les Illes Balears. Des del 2018 és patró del Temple de la Sagrada Família i des del 2019 presideix la Fundació Teatre Lliure. És membre del Consell Assessor per la Covid de la Generalitat de Catalunya i del Consell Assessor de l'Ajuntament de Barcelona ODS per al Pacte 2030 de sostenibilitat mediambiental. Ha sigut membre de la Comissió per a la Reforma Tributària d'Espanya (2021-22) i presidit el Consell Assessor de l'Agència d'Avaluació Ivàlua de la Generalitat de Catalunya entre el 2020 i 2023.
Ha sigut membre del Patronat de la Fundació EADA Escola de Negocis, d'Emili Darder, de la Fundació Víctor Grifols de Bioètica i de la Universitat de Girona per a les Ciències de la Salut, vocal de l'Agència d'Avaluació per a la Qualitat de l'Atenció Sanitària de Catalunya. Ha sigut patró de la Fundació Puigvert i conseller de l'Agencia Española del Medicamento. I fins recentment, membre del Consell Assessor de FATEC i de la Fundació per la Indústria.
Ha sigut membre de la Comissió d'Estudis de Balança Fiscal entre Catalunya i l'Estat espanyol (1995-1998) del Instituto de Estudios Fiscales i encara avui de la Conselleria d'Economia i Coneixement de la Generalitat de Catalunya. Ha presidit la Comissió catalana per a la reforma de les Administracions Públiques (2014).
Actualmente és president de la Fundació del Teatre Lliure (des del 2019) i de la Junta Constructora de la Sagrada Familia des del 2018, on presideix la Comissió Econòmica. Es també membre del Consell d'Administració de l'Institut Català de la Salut i del Consell Rector del CAPSEB,
Les seves principals línies de recerca inclouen el mesurament de l'eficiència del sector públic, la revisió del paper del sector públic en general (i en l'àmbit sanitari en particular), les balances fiscals, el finançament de les hisendes locals, l'economia de la salut, la dependència i els equilibris intergeneracionals.
Des del CRES ha dirigit els projectes sobre la proposta de reforma del finançament autonòmic de la sanitat espanyola per encàrrec del Ministeri de Sanitat i Consum (1997), del Sistema de pagament hospitalari de Catalunya, el projecte d'avaluació de les polítiques sanitàries de les CC.AA. per encàrrec de la Conselleria de Presidència de la Generalitat de Catalunya i la Fundación BBVA, i el 2011 de la Llei de Dependència per encàrrec del Parlament espanyol. 
Des del 2019 dirigeix la Revista Econòmica de Catalunya.
Està casat i té tres fills i tres nets.

## Obres destacades
- Economía y Salud. Fundamentos y Políticas (amb V. Ortún), Ed. Encuentro, 1998
- Gestión Pública. Fundamentos, técnicas y casos amb E. Albi i J.M. González Páramo (ed. Ariel)
- Interfaz publicoprivado en Sanidad Ed Masson 1994
- Incentives in Health Systems -Springer Verlag, Berlín, 1991
- Incentivos y Control en la Empresa Pública Ariel, Barcelona 1991 (amb J. Enric Ricart i altres)
- Les Finances de les Comunitats Autònomes: L'Experiència de Catalunya IEA, 1988
- El valor de la salut i l'exigència social d'una major efectivitat dels recursos econòmics per assolir-la Reial Acadèmia de Medicina de Catalunya 2002
- Anàlisi del Finançament Autonòmic de la Sanitat, Generalitat de Catalunya, 1992.
- La sanitat catalana: Finançament i despesa en els seus referents comparats dintre de societats desenvolupades, Servei Català de la Salut, abril 2001.
- El Bienestar Desigual. Lo que queda de los derechos sociales tras la crisis. Ed.Península 2016
- La malaltia de la Sanitat Catalana: Finançament i Governança Ed Profit 2020.
- Diálogos en el interfaz de la Economía y la Salud a propósito de la Covid 19, (dir) 1010 Ed Libro Académico
- Menorca i Eivissa. Dues illes, dos relats històrics i econòmics, amb MA Casasnovas Ed Documenta Papers 2018
- Relat d'Economia Menorquina, amb A Méndez Papers IME 2021.